# Joana Metrass
Joana Metrass (Lisboa, 11 de janeiro de 1991) é uma atriz portuguesa, dona de vasta carreira internacional que culminou com a participação ao lado de Jean-Claude Van Damme no filme de 2019 Guerra sem Quartel (título em Portugal), além de aparições em seriados como Once Upon a Time (onde interpretou a rainha Guinevere) ou filmes como The Man from U.N.C.L.E..
No país natal pertenceu ao elenco recorrente de Morangos com Açúcar IX-Férias de Verão, onde interpretou Marina. 

## Carreira
A sua atividade enquanto atriz começou em 2008 com a curta-metragem portuguesa Two Steps Away, no mesmo ano interpretou Vera na curta-metragem De Alto e Coração.  Joana também entrou nas curta-metragens: Sangue de família  (2010),  Uma Quadra de Dois Versos  (2011),  Hungry Love  (2011),  Tela  (2011),  E o tempo passa  (2011),  Margem Neutra  (2011),  Trilátero  (2012),  Projecto V  (2012). Em 2011, Joana entrou na série Fora da Box e mais tarde, em 2012, na série "Heresia". Também em 2012, Joana Metrass interpretou Rita no telefilme Intriga Fatal e interpretou, Vera a personagem principal no filme A Princesa,ainda em 2012 entrou em dois episódios da novela Rosa Fogo. Joana fez parte do elenco recorrente da conhecida série portuguesa Morangos com Açúcar IX-Férias de Verão, onde interpretou Marina, interpretou Catarina em um episódio da série Maternidade , no telefilme português Crónica de uma Revolução Anunciada  interpretou Júlia. Em 2013 interpretou a Drª Cândida Macedo na série Sinais de Vida e entrou na série Overacting. Em 2014, realizou o seu primeiro trabalho internacional, com o filme The Spoiler e nesse mesmo ano entrou no filme Dracula Untold. Em 2015, entrou em The Man from U.N.C.L.E. . 

## Filmografia

### Televisão
| Ano  | Título                                 | Papel                  | Notas                           |
| ---- | -------------------------------------- | ---------------------- | ------------------------------- |
| 2015 | Once Upon a Time                       | Guinevere              | Elenco Recorrente - 5ªtemporada |
| 2015 | O Agente da U.N.C.L.E. (filme)         | Assistente da Victoria |                                 |
| 2013 | Overacting                             |                        |                                 |
| 2013 | Sinais de Vida                         | Cândida Pereira Macedo | Elenco Principal                |
| 2012 | Maternidade                            | Catarina               | Participação especial           |
| 2012 | Morangos com Açúcar IX-Férias de Verão | Marina Serra           | Elenco Recorrente               |
| 2012 | Rosa Fogo                              |                        | 2 episódios                     |
| 2012 | Heresia                                | Maria Costa            |                                 |
| 2011 | Fora da Box                            | Vilaça/Sara            |                                 |

### Cinema
| Ano  | Título                             | Papel     | Notas                           |
| ---- | ---------------------------------- | --------- | ------------------------------- |
| 2022 | A Fada do Lar                      | Vera      | Telefilme                       |
| 2014 | Dracula Untold                     |           | Não aparece nos créditos finais |
| 2014 | The Spoiler                        | Ruri Lima |                                 |
| 2012 | Projecto V                         | Rita      | Curta-metragem                  |
| 2012 | Crónica de uma Revolução Anunciada | Júlia     | Telefilme                       |
| 2012 | Princesa                           | Vera      | Telefilme                       |
| 2012 | Intriga Fatal                      | Rita      | Telefilme                       |
| 2012 | Trilátero                          |           | Curta-metragem                  |
| 2011 | Margem Neutra                      | Mariana   | Curta-metragem                  |
| 2011 | O que há de novo no amor?          | Vera      |                                 |
| 2011 | E o Tempo Passa                    | Rita      |                                 |
| 2011 | Tela                               | Girl      | Curta-metragem                  |
| 2011 | Hungry Love                        | Joana     | Curta-metragem                  |
| 2011 | Uma Quadra de Dois Versos          | Inês      | Curta-metragem                  |
| 2010 | Sangue de Família                  | Joana     | Curta-metragem                  |
| 2008 | De Alto e Coração                  | Vera      | Curta-metragem                  |
| 2008 | Two Steps Away                     |           | Curta-metragem                  |